# Machimus paropus
Machimus paropus là một loài ruồi trong họ Asilidae. Machimus paropus được Walker miêu tả năm 1849.